# ذي يصرب (يريم)

تعديل مصدري - تعديل

ذي يصرب هي إحدى قرى عزلة ارياب بمديرية يريم التابعة لمحافظة إب، بلغ تعداد سكانها 247 نسمة حسب تعداد اليمن لعام 2004.